# Tangara à sourcils roux
Heterospingus xanthopygius
Espèce
Statut de conservation UICN

 LC  : Préoccupation mineure
Le Tangara à sourcils roux (Heterospingus xanthopygius) est une espèce de passereaux appartenant à la famille des Thraupidae.

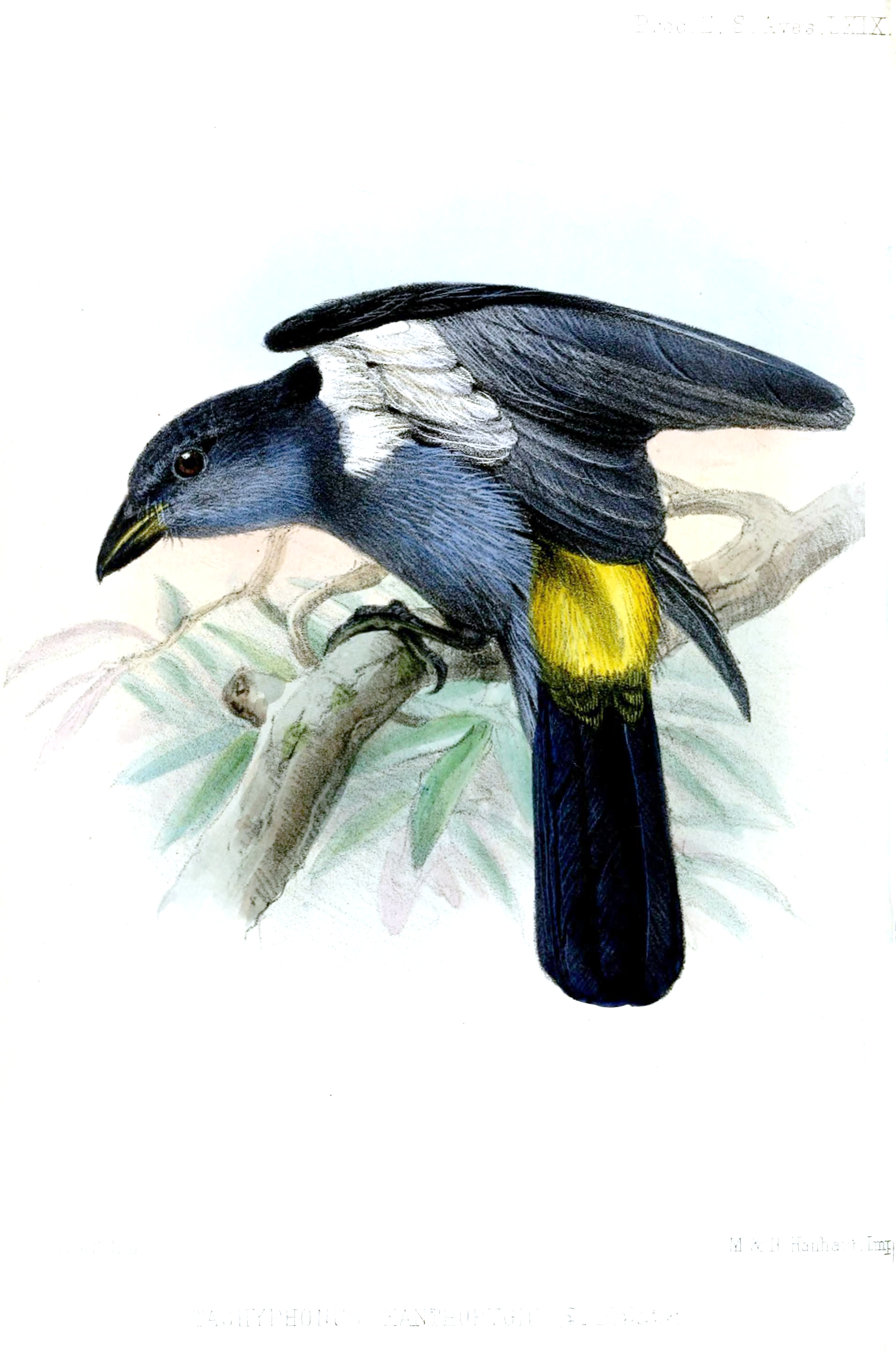
Femelle

## Répartition
Cet oiseau vit dans la région du Tumbes-Chocó-Magdalena.